# Uesugi

Wappen der Uesugi
(上杉笹, Uesugi sasa)

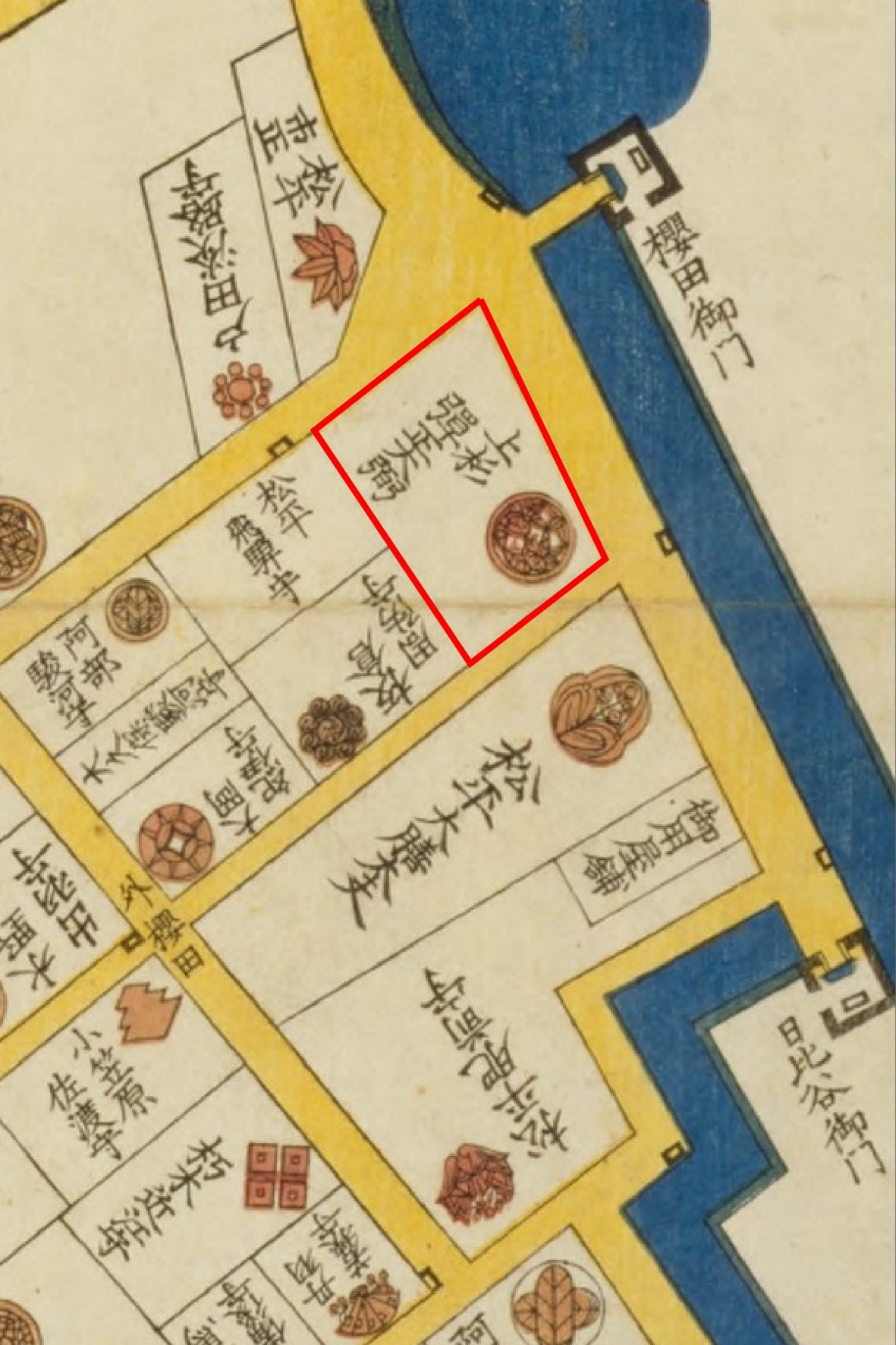
Uesugi-Residenz in Edo.

Die Uesugi (japanisch 上杉氏, Uesugi-shi) waren eine Familie des japanischen Schwertadels (Buke), die sich von Fujiwara no Yoshikado (藤原良門) ableitete. Ihre größte Bedeutung hatte die damals sehr verzweigte Familie in der Sengoku-Zeit.

## Frühe Geschichte
- Shigefusa, Nachkomme des Yoshikado in der 13. Generation, erhielt im 13. Jahrhundert die Domäne Uesugi in der Provinz Tango und nahm diesen Namen an. Er hatte eine Tochter, die Ashikaga Yoriuji heiratete, den Urgroßvater des Shogun Ashikaga Takauji. Die Nachkommen des Shigefusa bildeten die drei Uesugi-Zweige,
  - die Inukake (犬懸)-Uesugi, ausgestorben um 1456,
  - die Ōgigayatsu (扇谷)-Uesugi ausgestorben um 1543 und
  - die Yamanouchi (山内)-Uesugi, die ihre Linie bis in die Gegenwart fortsetzen konnten.

Aus der Ōgigayatsu-Line ist Ōgigayatsu Sadamasa (定正; 1443–1493) bekannt durch die Ermordung des Ōta Dōkan, des Burgherren von Edo.
Im Folgenden wird die Yamanouchi-Linie dargestellt.

## Sengoku-Zeit
- Noriaki (憲顯; 1306–1368)
  - Yoshinori (能憲; † 1368), Sohn von Noriaki
  - Noriharu (憲春; † 1379), Sohn von Noriaki
  - Norikata (憲方; 1335–1394), Sohn von Noriaki
    - Norimoto (憲基; 1383–1418), Enkel von Noriaki
- Norizane (憲実; † 1455), wurde 1419 zum Shitsuji bzw. Kanryō (Gouverneur) und Awa no Kami ernannt. Er konnte sich die Nachfolge des Norimoto sichern. Norizane ist bekannt als Gelehrter und großer Förderer der Ashikaga-Schule.
- Fusaaki (房顯; 1432–1466)
- Akisada (顯定; 1454–1510), Sohn des Fusasada aus der Nebenlinie,
- Norifusa (憲房; 1466–1524), adoptierter Sohn des Akisada, verstärkte die Burg von Hirai (平井) in der Provinz Kōzuke.

### Norikata (憲方)
Norikata (1335–1394), ein Sohn von Noriaki, war Kanto Kanrei, außerdem Kommandeur der Kanto-Armee. Er war Militärgouverneur der Provinzen Kozuke, Musashi, Izu, Awa und Shimotsuke. Er gründete 1383 in Kamakura den Tempel Meigetsu-in, damals noch als Subtempel des Zenko-ji. Er wurde auf dem Gelände des Meigetsu-in begraben.

### Norimasa (憲政)

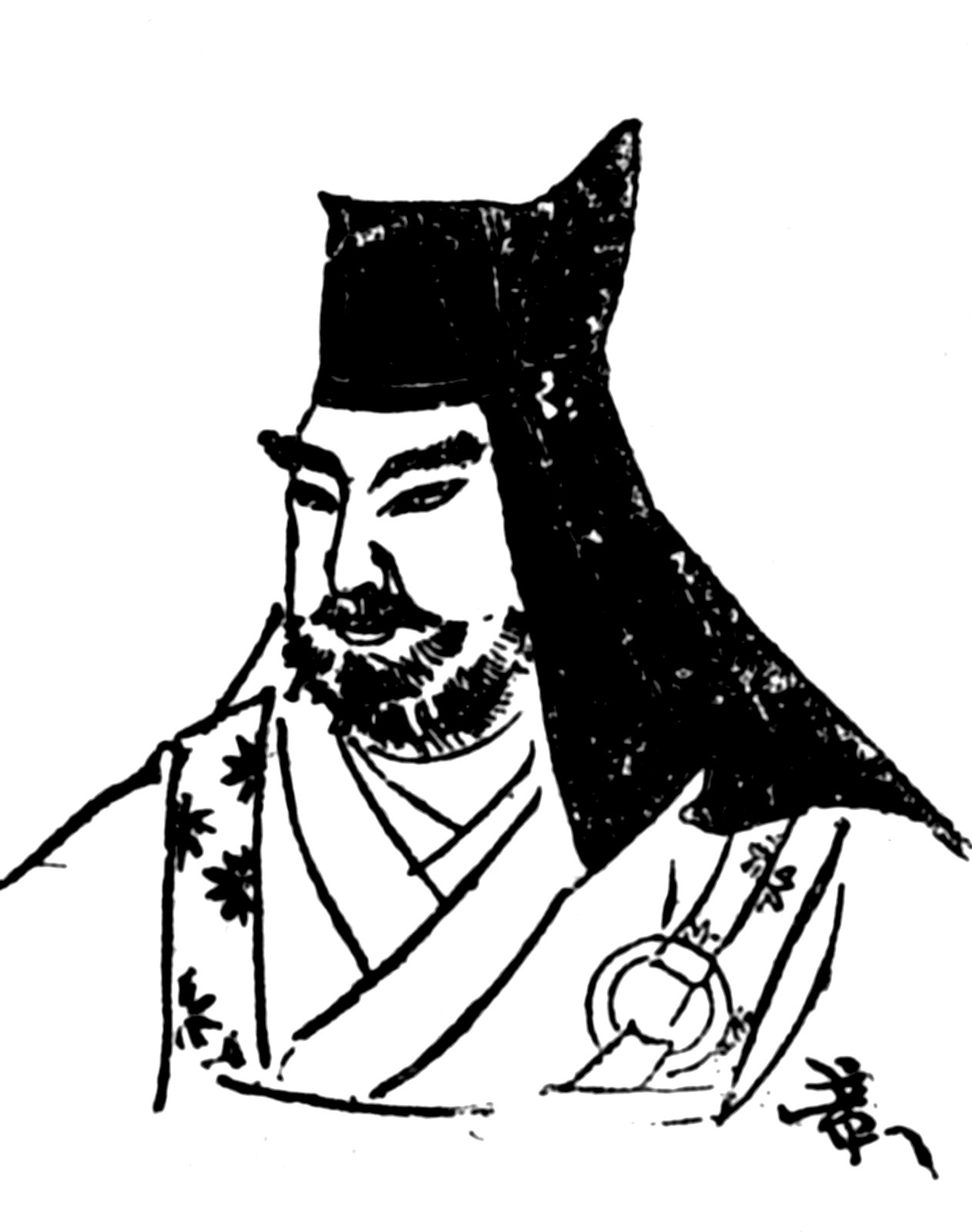
Uesugi Kenshin

Norimasa (1522–1579), der Sohn des Norifusa setzte den Krieg gegen die Hōjō von Odawara fort. 1537 vereinigte er seine Kräfte mit denen des Ōgigayatsu Tomosada. Aber Hōjō Ujiyasu war siegreich und besetzte die Burg Kawagoe. Tomosada fiel, und Norimasa floh nach Hirai. Er kämpfte weiter, verlor aber die ganze Kantō-Ebene an die Hōjō. Norimasa verlor dann auch Hirai an Ujiyasu, floh nach Echigo, wo er sich 1551 unter den Schutz seines Vasallen Nagao Kagetora (長尾景虎) stellte. Dafür musste er Nagao adoptieren, der, später als Teratora bzw. Kenshin bekannt, so zu dem Namen Uesugi kam.

### Terutora (輝虎) bzw. Kenshin (謙信)
Teratora (1530–1578), der von Norimasa adoptierte Sohn des Nagao Tamekage, führte zunächst den Namen Kagetora (景虎). Schon als Jugendlicher war Kagetora zeitweilig Mönch mit dem Namen Shūshimbō gewesen. Bald nach der Adoption durch Norimasa schor er sein Haupt und wählte den Namen Kenshin, unter dem er heute am besten bekannt ist. Kagetora ist vor allem bekannt durch seine kriegerischen Auseinandersetzungen mit Takeda Shingen. 1558 erklärte er den Hōjō den Krieg und eroberte die Burgen von Numata und Umabayashi in der Provinz Kōzuke. Shogun Ashikaga Yoshiteru ernannte ihn zum Kantō-Kanryō und erlaubte ihm, ein Zeichen seines Namens zu übernehmen und sich statt Kagetora nun Terutora (輝虎) zu nennen. Terutora war weiterhin erfolgreich gegen die Hōjō, bis der Shogun ihn zum Frieden mit den Hōjō und zur Adoption von Saburō, dem Sohn von Hōjō Ujiyasu, zwang. Dieser erhielt den Namen Kagetora. Kenshin war weiterhin in Kriege mit den Takeda verwickelt, bis Oda Nobunaga in Kantō einmarschierte. Er versuchte eine Allianz gegen Nobunaga zu formieren, erkrankte und starb mit 48 Jahren. Der als Nachfolger bestimmte Kagetora unterlag im Kampf gegen den rivalisierenden Uesugi Kagekatsu, der damit das Erbe antreten konnte.

## Edo-Zeit

### Kagekatsu (景勝)
Kagekatsu (1555–1623), Sohn des Nagao Masakage, der siegreich aus dem Streit um die Nachfolge Kenshins hervorgegangen war, stellte die Ordnung in seinen Provinzen wieder her, eroberte Etchū und Kaga zurück, diente Oda Nobunaga und dann Toyotomi Hideyoshi, der ihn zu einem der fünf Tairō bestimmte, die sich um seinen minderjährigen Sohn kümmern sollten. Anfang 1598 tauschte Kagekatsu Echigo gegen Aizu mit einem Einkommen von 1.200.000 koku. Nach Hideyoshis Tod kam es zu Auseinandersetzungen unter den Tairō, Kagakatsu blieb abwartend, und nach der Schlacht von Sekigahara erhielt er für Aizu 1601 als Tozama-Daimyō die Domäne Yonezawa mit 300.000 koku. Bei der Belagerung von Ōsaka 1615 musste er mit der Truppen auf der Seite Ieyasus teilnehmen.
- Sadakatsu (定勝, 1603–1645), Sohn des Kagekatsu, wurde Nachfolger. Er erwies sich als guter Administrator.
- Tsunakatsu (綱勝, † 1664), Sohn des Sadakatsu, hatte keine Kinder und adoptierte Tsunayori, Sohn des Kira Yoshinaka.[Anm 1]
- Tsunanori, (綱憲, 1663–1704), Adoptivsohn des Tsunakatsu, musste eine Halbierung der Einnahmen auf 150.000 koku hinnehmen.
- Yoshinori (吉憲, 1684–1722) im Amt: 1703–1722.
- Munenori (宗憲, 1714–1734) im Amt: 1722–1734.
- Munefusa (宗房, 1718–1746), Adoptivsohn, im Amt: 1734–1746.
- Shigesada  (重定, 1720–1789), Adoptivsohn, im Amt: 1746–1767.
- Harunori (治憲, 1751–1822), Adoptivsohn des Shigesada, übernahm 1767 das Amt, überließ dann aber 1785 die Verwaltung des Han seinem Adoptivsohn, nannte sich "Habichtsberg" (鷹山, Yōsan) und widmete seine Zeit der Literatur. Er richte eine Han-Schule ein mit dem Namen Kōjōkan.
- Haruhiro (治広, 1764–1822), Adoptivsohn, im Amt: 1785–1812.
- Narisada (斉定, 1788–1839), Adoptivsohn, im Amt: 1812–1839.
- Narinori (斉憲, 1820–1889), im Amt: 1839–1869.
- Mochinori (茂憲, 1844–1919), im Amt: 1869–1871.

Nach der Meiji-Restauration erhielt der Chef des Hauses den Grafen-Titel. Ein Seitenzweig, der sich von Tsunanori ableitete und über ein Einkommen von 10.000 koku verfügte, wurde Vizegraf. In der Grabstätte der Familie in Yonezawa befinden sich die aufeinander folgenden Gräber von zwölf Uesugi der Edo-Zeit. Die Reste der Burg liegen heute in einer Parkanlage mit dem erhaltenen Burggraben und der Schlossmauer.